# جون كريستيان كونكل
جون كريستيان كونكل هو سياسي أمريكي، ولد في 18 سبتمبر 1816 في هاريسبرج في الولايات المتحدة، وتوفي بنفس المكان في 14 أكتوبر 1870. نشط حزبياً في الحزب الجمهوري. وقد انتخب عضو مجلس ولاية بنسيلفانيا ‏ وانتخب عضو مجلس نواب بنسيلفانيا ‏ وانتخب عضو مجلس النواب الأمريكي ‏.